# أماندا تنفيورد
أماندا تنفيورد ( مواليد 9 يناير 1997) هي مغنية يونانية - نرويجية مثلت اليونان في مسابقة الأغنية الأوروبية لعام 2022.

## روابط خارجية
- أماندا تنفيورد على موقع IMDb (الإنجليزية)
- أماندا تنفيورد على موقع ميوزك برينز (الإنجليزية)
- أماندا تنفيورد على موقع أول ميوزيك (الإنجليزية)
- أماندا تنفيورد على موقع ديسكوغز (الإنجليزية)